# اولگ وینوگرادوف
اولگ وینوگرادوف (استونیایی: Oleg Vinogradov؛ زادهٔ ۲۸ آوریل ۱۹۸۴) قایقران روئینگ اهل استونی است. وی در بازی‌های المپیک تابستانی ۲۰۰۴ شرکت کرده است.